# Matteo Brigandì
Matteo Brigandì (Messina, 20 marzo 1952 – Torino, 19 dicembre 2024) è stato un avvocato e politico italiano della Lega Nord.
Già senatore e deputato, dal 2010 è stato componente eletto dal parlamento del Consiglio superiore della magistratura, carica da cui è stato dichiarato decaduto il 13 aprile 2011, per incompatibilità.

## Biografia
Laureato in Giurisprudenza, Brigandì è stato un avvocato patrocinante in Cassazione. È stato anche avvocato di Umberto Bossi e "procuratore generale" della Padania.
Alle elezioni politiche del 1994 viene candidato al Senato della Repubblica nel collegio elettorale di Settimo Torinese, sostenuto dalla coalizione di centro-devstra Polo delle Libertà, risultando eletto senatore con il 34,47% dei voti.
Nel 1998 è stato un candidato in quota Lega come membro laico del Consiglio Superiore della Magistratura, ma dopo aver ottenuto 225 voti al terzo scrutinio gli è preferito il professore Giuseppe Riccio candidato dall'UDR di Francesco Cossiga che venne appoggiato anche dal Polo per le Libertà.
Alle elezioni regionali in Piemonte del 2000 si candida con la Lega Nord, nella coalizione del presidente uscente di centro-destra Enzo Ghigo, risultando eletto nel collegio di Torino con 2.959 preferenze in consiglio regionale del Piemonte.
Nel 2002 diventa assessore al commercio estero e alla formazione con delega al legale e al contenzioso. Accusato di corruzione, prima rimette le deleghe al Legale e al Contenzioso e poi si dimette. Condannato in primo grado, viene assolto in appello, con sentenza di assoluzione confermata in Cassazione.
Alle elezioni politiche del 2006 viene candidato alla Camera dei deputati, tra le liste della Lega nella circoscrizione Lombardia 2 in sesta posizione, risultando eletto deputato. Nella XV legislatura della Repubblica è stato componente della Giunta per le autorizzazioni (2006-2008), del Comitato parlamentare per i procedimenti di accusa (2006-2008), della 5ª Commissione Bilancio, tesoro e programmazione (2006) e della 6ª Commissione Finanze (2006-2008), in quest'ultime due è stato anche capogruppo della Lega.
Nel 2008 viene rieletto nella circoscrizione Marche.
Il 29 luglio 2010 viene eletto dal Parlamento come componente laico del Consiglio superiore della magistratura con 627 voti in quota Lega superando la concorrenza interna dell'avv. Mariella Ventura Sarno, già consigliere laico CSM dal 2002 al 2006, proposta da Bossi e poi ritirata: il 30 luglio 2010 cessa dal mandato parlamentare e viene sostituito da Roberto Zaffini.
Il 1º febbraio 2011 Brigandì venne indagato per abuso d'ufficio dalla procura di Roma per aver passato delle carte secretate presso il CSM riguardanti il PM Ilda Boccassini, magistrato inquirente nel caso Ruby per concussione e prostituzione minorile che vedono imputati il Premier Berlusconi, alla giornalista de Il Giornale Anna Maria Greco che due giorni dopo un incontro a Palazzo Grazioli tra Brigandì e Berlusconi scrive un articolo intitolato La doppia morale della Boccassini riguardante un vecchio procedimento disciplinare risalente agli anni 80 su una presunta relazione amorosa del magistrato. È stato condannato in primo grado a 2 anni di reclusione. La sentenza, oggetto di ricorso per cassazione rigettato, è poi divenuta irrevocabile (Cass. n. 39452/2016).
Il 13 aprile 2011 il plenum del Consiglio Superiore della Magistratura, con 19 sì, 3 no e 2 astenuti, dichiara la sua decadenza per non essersi dimesso per tempo dal ruolo di amministratore della Fin Group, dato che la legge stabilisce l'incompatibilità tra l'essere componente di un consiglio di amministrazione di una società commerciale e l'incarico di consigliere del Csm. Brigandì ha ritenuto l'atto una punizione dopo il clamore mediatico e politico che lo ha coinvolto nella vicenda sulla Boccassini.

## Incarichi parlamentari
XII Legislatura (Senato)
- Membro della Giunta delle elezioni e delle immunità parlamentari dal 21 febbraio 1995 all'8 maggio 1996
- Membro della 2ª Commissione permanente (Giustizia) dal 25 gennaio 1995 - 8 maggio 1996
- Membro della 6ª Commissione permanente (Finanze e tesoro) dal 31 maggio 1994 al 25 gennaio 1995
- Membro sostituto del Comitato parlamentare per i procedimenti di accusa dal 15 novembre 1994 al 21 febbraio 1995
- Membro del Comitato parlamentare per i procedimenti di accusa dal 21 febbraio 1995 all'8 maggio 1996
- Membro della Commissione parlamentare d'inchiesta sul terrorismo in Italia e sulle cause della mancata individuazione dei responsabili delle stragi dal 13 settembre 1994 al 27 settembre 1994
- Vicepresidente della Commissione parlamentare d'inchiesta sul terrorismo in Italia e sulle cause della mancata individuazione dei responsabili delle stragi dal 27 settembre 1994 all'8 maggio 1996;

XVI Legislatura (Camera)
- Vicepresidente della Commissione parlamentare di inchiesta sugli errori in campo sanitario e sulle cause dei disavanzi sanitari regionali dal 1º aprile 2009 al 30 luglio 2010
- Componente della II Commissione (giustizia) dal 15 maggio 2008 al 30 luglio 2010
- Componente del Comitato parlamentare per i procedimenti di accusa dal 22 maggio 2008 al 30 luglio 2010
- Componente della Commissione parlamentare di inchiesta sugli errori in campo sanitario e sulle cause dei disavanzi sanitari regionali dal 24 marzo 2009 al 30 luglio 2010
- Componente della Giunta per le autorizzazioni dal 21 maggio 2008 al 30 luglio 2010